# 서울강서경찰서
서울강서경찰서(서울江西警察署, Seoul Gangseo Police Station)는 서울특별시경찰청이 관할하는 경찰서 중 하나이다. 서울특별시 강서구 일원을 관할한다. 대한민국의 서울특별시 강서구 화곡로 308 (화곡동)에 위치하고 있다.
서장은 경무관으로 보한다.

## 연혁
- 1977년 2월 25일: 경찰서 개서
- 1977년 9월 1일: 청사 준공
- 2016년 9월 28일: 양천구 구 서울프라자웨딩홀로 임시청사 이전
- 2018년 3월 30일: 경찰서장 계급이 총경에서 경무관으로 승격.

## 조직
| - 112종합상황실 - 청문감사관 - 경무과 - 생활안전과 | - 여성청소년과 - 수사과 - 형사과 - 교통과 | - 경비과 - 정보과 - 보안과 |

## 관할 지구대 및 파출소
서울강서경찰서는 8개 지구대와 3개 파출소를 산하에 두고 있다.
| 명칭             | 사진 | 주소                       | 관할구역           |
| ---------------- | ---- | -------------------------- | ------------------ |
| 화곡지구대       |      | 화곡로 310 (화곡동)        | 화곡본·6동         |
| 화곡본동치안센터 |      | 서울 강서구 까치산로 51    |                    |
| 곰달래지구대     |      | 곰달래로59길 12 (화곡동)   | 화곡2·4·8동        |
| 공항지구대       |      | 방화동로 5 (방화동)        | 공항동, 방화1·2동  |
| 개화2치안센터    |      | 서울 강서구 개화동로 275-1 |                    |
| 까치산지구대     |      | 강서로7길 35 (화곡동)      | 화곡1동            |
| 가양지구대       |      | 화곡로65길 63 (등촌동)     | 가양2·3동, 등촌3동 |
| 염창지구대       |      | 공항대로59다길 80 (염창동) | 염창동, 등촌1동    |
| 등촌2파출소      |      | 등촌로 167 (등촌동)        | 등촌2동            |
| 화곡3파출소      |      | 강서로45다길 71 (화곡동)   | 화곡3동            |
| 발산지구대       |      | 수명로2길 46 (내발산동)    | 발산1동, 우장산동  |
| 마곡지구대       |      | 마곡중앙5로 32 (마곡동)    | 가양1동, 마곡동    |
| 방화3파출소      |      | 금낭화로26길 16 (방화동)   | 방화3동            |

## 같이 보기
- 서울특별시지방경찰청